# Goodenoughmyzomela
Goodenoughmyzomela (Myzomela longirostris) är en fågelart i familjen honungsfåglar inom ordningen tättingar.

## Utbredning och systematik
Fågeln förekommer enbart på ön Goodenough i D'Entrecasteaux-öarna utanför östra Nya Guinea. Den behandlas traditionellt som underart till rödhalsad myzomela (Myzomela rosenbergii ), men urskiljs sedan 2016 som egen art av Birdlife International och IUCN, sedan 2021 även av tongivande International Ornithological Congress (IOC).

## Status
Arten har ett litet utbredningsområde, men beståndet anses vara stabilt. Populationen uppskattas till mellan 10 000 och 20 000 vuxna individer. Den kategoriseras av IUCN som livskraftig.